# 9833 Rilke
9833 Rilke è un asteroide della fascia principale. Scoperto nel 1982, presenta un'orbita caratterizzata da un semiasse maggiore pari a 2,2769407 UA e da un'eccentricità di 0,1128141, inclinata di 3,76817° rispetto all'eclittica.